# 카스파 폰 쉬벵크펠트

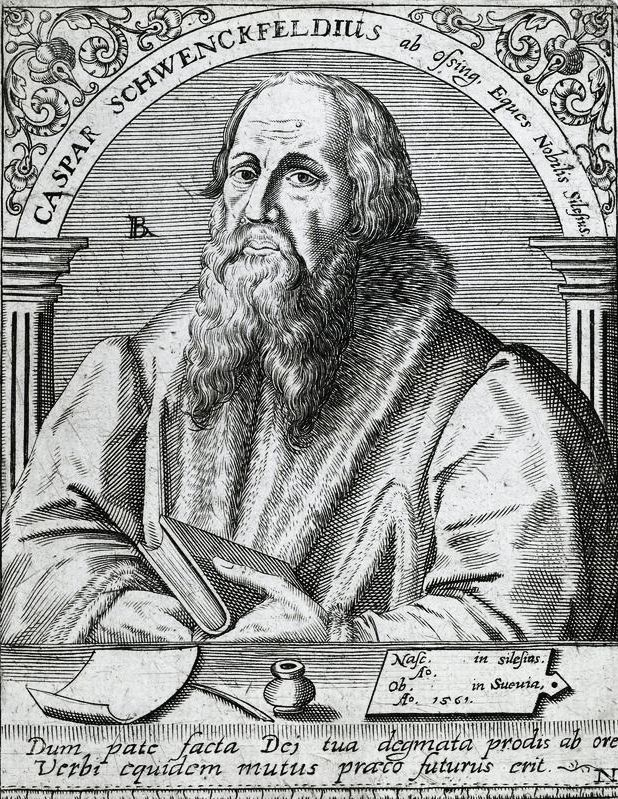
카스퍼 폰 슈뱅크펠트

카스파 폰 쉬벵크펠트(Caspar von Schwenckfeld, 1489년 - 1561년 12월 10일)은 독일인 신학자이자, 작가, 그리고 설교자였으며, 개신교 개혁자 및 영성주의자,  실레지아에서 개신교 종교개혁의 초기 지도자 가운데 한 사람이었다. 토마스 뮌처와 안드레아스 카를슈타트를 통하여 종교개혁의 원리를 받았다. 처음에 그는 로마 가톨릭교회에서 루터교로 개종하였고 1524년 하늘 육체론(the Heavenly Flesh doctrine)을 주장하면서 루터와 성례전 논쟁을 한 후에는 급진 종교개혁가로 변신하였다. 그의 가르침은 성령론에 대해 보다 개혁적이었으며 개인주의적이었다. 성령의 사역이 개인의 중생체험에 보다 강력하게 작용한다고 주장하였으며. 유아세례를 반대하였다. 아브라함 카위퍼르는 그를 미치광이로 불렀다. 그의 후예들은 독일에서 추방되었으며 유럽에서는 재 세례파와 경건주의에 영향을 주었고 영국의 청교도들에게 영향을 주었다.

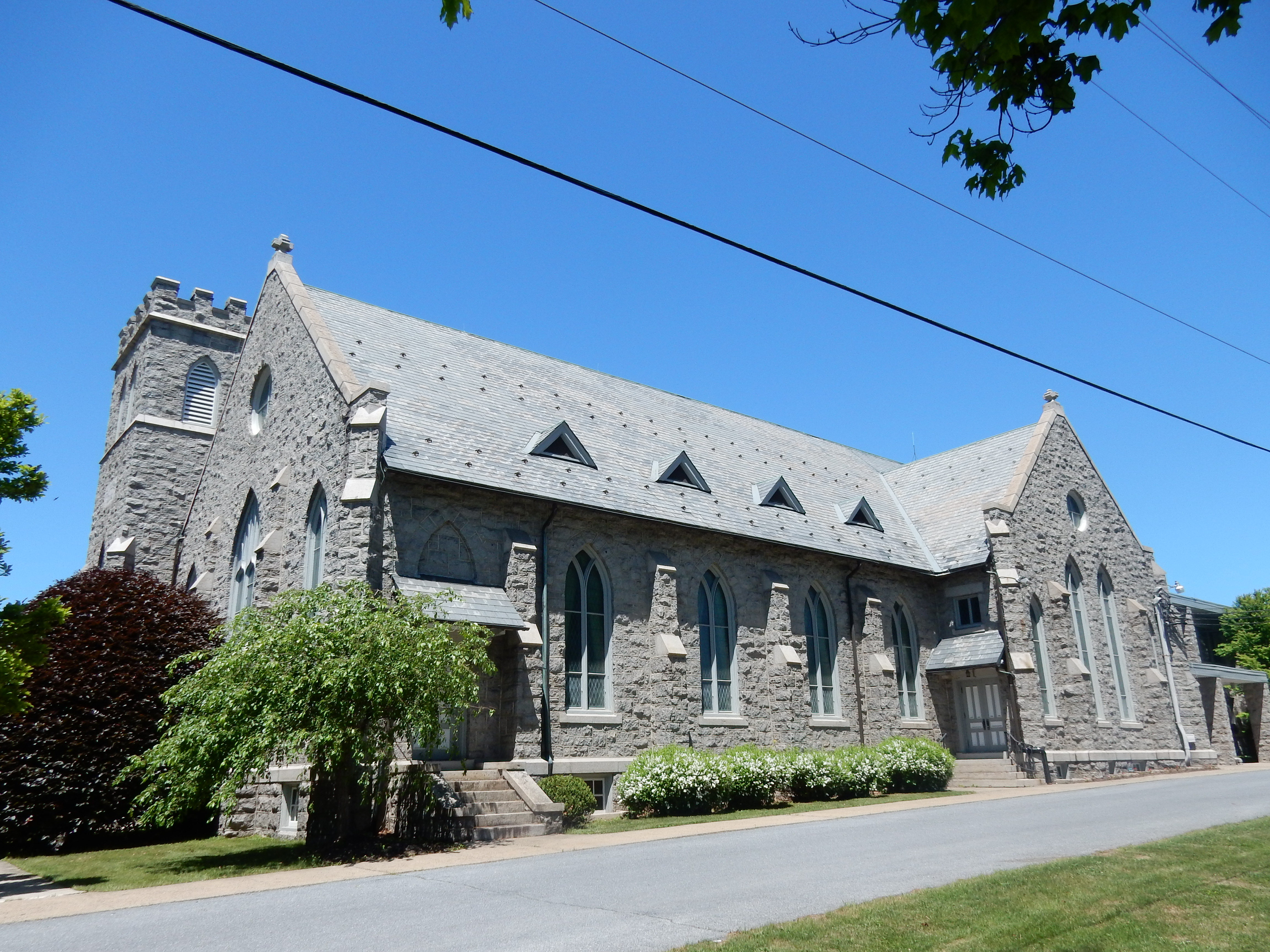
슈뱅크펠트 교회, 펜실베니아

## 생애와 신학
그는 슐레지엔의 오시크 출생하였으며, 귀족 가문에서 태어나 쾰른대학교와 프랑크푸르트대학교에서 공부했다. 여러 법원에서 변호사로 일하던(1511~23) 중 1518년 영적 각성을 경험했다. 7년 뒤 비텐베르크의 마르틴 루터를 방문하여 성만찬에 관해 그의 견해를 제시했다. 비록 그 회합은 의견 일치를 보지 못한 채 끝났지만, 슈벵크펠트는 슐레지엔으로 돌아와 자신의 신학과 종교개혁에 대한 계획을 더 발전시켰다.
중도노선으로 일컬어지는 그의 접근법은 가톨릭 교리와 루터파 교리 사이에서 중도를 취하려고 했다. 그는 가톨릭 교리와 루터파 교리 모두가 그리스도보다는 외면적인 종교적 상징에 신경을 쓰고 있다고 주장했다. 가톨릭과 루터파의 입장을 강하게 반대하는 견해를 천명하여, 결국 리그니츠의 공작에 의해 해임당했다.
그러자 그는 1529년 스트라스부르로 가서 제바스티안 프랑크, 멜히오르 호프만, 미하엘 제르베투스, 스위스의 내과 의사 파라켈수스, 성만찬에 관한 슈벵크펠트의 책을 출판한 스위스의 종교개혁자 울리히 츠빙글리 같은 신학자들을 만났다. 슈벵크펠트는 츠빙글리와 견해차이를 좁힐 수 없었기 때문에 1529년의 마르부르크 회담에 초대받지 못했는데, 그 회의에서 토론자들은 성만찬에 관한 그의 견해를 오류로 처리해 버렸다.슈벵크펠트는 스트라스부르 교회회의(1533)에서 자신의 교리를 변호하고, 독일 종교개혁자 마르틴 부처를 반대하여 종교적 자유의 원칙들을 변호했지만, 정통파 교회 지도자들에게 교회회의에 대한 통제를 완화하도록 설득하지는 못했다. 그는 스트라스부르에서 환영받지 못하자 그곳을 떠나 울름에 정착했으나, 그가 그리스도의 인성을 신격화하여 강조한 데 대해 분노한 루터파에 의해 1539년 다시 추방당했다.
이듬해 자기 학설에 대한 공격을 더 자세히 논박하는 내용의 글인 <위대한 고백(Grosse Confession)>을 출판했다. 당시에 루터파와 츠빙글리파를 화해시키려는 노력이 진행되고 있었으나, 그는 이 책에서 성만찬에 관한 두 파의 견해차이를 강조했다. 그 결과 프로테스탄트 제후들의 방어조직인 슈말칼덴 동맹은 그에게 파문을 선고했으며, 그의 저서들이 프로테스탄트 금서목록에 들게 됨으로써 종교적 망명자가 되었다. 한편 그의 추종자들은 정통 교회와 결별하고 여러 개의 모임과 단체를 만들었다. 슈벵크펠트는 남은 생애 동안 숨어살면서 자주 거처를 옮겼고, 여러 가지 가명을 사용하여 자기 학설에 대한 비판에 답변하는 소논문과 책을 계속 써냈다. 그가 죽은 후에도 남부 독일에 슈벵크펠트파 단체들이 활동했으나, 그들의 생명력은 사실상 '30년전쟁'으로 소멸되었다.
그는 슐레지엔에서 프로테스탄트 종교개혁을 이끌었다. '중도(中道) 종교개혁'이라고 불리는 운동을 일으켰으며 여러 단체를 조직했는데, 이 단체들은 오늘날에도 슈벵크펠트파 교회로 미국에 남아 있다.

## 같이 보기
- 토마스 뮌처
- 안드레아스 카를슈타트
- 급진 종교개혁

## 참고 문헌
- Gustav Bossert: Aus der nebenkirchlichen religiösen Bewegung der Reformationszeit in Württemberg. (Wiedertäufer und Schwenckfelder). In: Blätter für württembergische Kirchengeschichte. Neue Folge Bd. 33, 1929, ISSN 0341-9479, S. 1–41.
- Ulrich Bubenheimer: Schwarzer Buchmarkt in Tübingen und Frankfurt: Zur Rezeption nonkonformer Literatur in der Vorgeschichte des Pietismus. In: Rottenburger Jahrbuch für Kirchengeschichte. Bd. 13, 1994, ISSN 0722-7531, S. 149–163.
- Ulrich Bubenheimer: Schwenckfeld von Ossig, Kaspar. In: Biographisch-Bibliographisches Kirchenlexikon (BBKL). Band 9, Herzberg 1995, ISBN 3-88309-058-1, Sp. 1215–1235.
- André Derville: Gaspard Schwenkfeld. In: Dictionnaire de spiritualité. Bd. 14: Sabbatini – System. Beauchesne, Paris 1990, Sp. 451–453.
- Paul Gerhard Eberlein: Ketzer oder Heiliger? Caspar von Schwenckfeld, der schlesische Reformator und seine Botschaft (= Studien zur Schlesischen und Oberlausitzer Kirchengeschichte. 6). Ernst-Franz-Verlag, Metzingen 1999, ISBN 3-7722-0300-0.
- Christian Friedrich David Erdmann (1891), 〈Schwenkfeld, Kaspar von〉, 《Allgemeine Deutsche Biographie》 (독일어) 33, Leipzig: Duncker & Humblot, 403–412쪽
- Ute Evers: Das geistliche Lied der Schwenckfelder (= Mainzer Studien zur Musikwissenschaft. 44). Schneider, Tutzing 2007, ISBN 978-3-7952-1222-3 (Zugleich: Mainz, Universität, Dissertation, 2005).
- Thomas Konrad Kuhn (아직 출판되지 않음), “Schwenckfeld von Ossig, Caspar”, Neue Deutsche Biographie (NDB) (독일어) 24, Berlin: Duncker & Humblot, 63–64쪽 ; (full text online)
- Arno Mentzel-Reuters: Tübinger Quellen zum Buchwesen der Schwenckfelder Gemeinden im 16. Jahrhundert. In: Gutenberg-Jahrbuch. Bd. 70, 1995, S. 311–318.
- Günter Mühlpfort: Schwenkfeld und die Schwenkfelder – ihr „Mittelweg“ als Alternative. Von gewaltloser deutscher Radikalreformation zur amerikanischen Freikirche. In: Günter Vogler (Hrsg.): Wegscheiden der Reformation. Alternatives Denken vom 16. bis zum 18. Jahrhundert. Böhlau, Weimar 1994, ISBN 3-7400-0832-6, S. 115–150.
- Selina Gerhard Schultz: Caspar Schwenckfeld von Ossig. (1489–1561). Spirtual Interpreter of Christianity, Apostle of the Middle Way, Pioneer in Modern Religious Thought. The Board of Publication of the Schwenckfelder Church, Norristown PA 1947.
- Douglas H. Shantz: Crautwald and Erasmus. A Study in Humanism and Radical Reform in Sixteenth Century Silesia (= Bibliotheca dissidentium. Scripta et studia. 4). Koerner, Baden-Baden u. a. 1992, ISBN 3-87320-884-9.
- Johann Nepomuk von Vanotti: Ein Beitrag zur Geschichte der Schwenkfeldischen Sekte in Würtemberg, mit einem Auszug aus dem Testamente Hans Pleykard von Freyberg zu Justingen aus dem Jahre 1605/6. In: Würtembergische Jahrbücher für vaterländische Geschichte, Geographie, Statistik und Topographie. Jg. 1827, 틀:ZDB, S. 200–218.
- Franz Michael Weber: Kaspar Schwenckfeld und seine Anhänger in den freybergischen Herrschaften Justingen und Öpfingen. Ein Beitrag zur Reformationsgeschichte im Alb-Donau-Raum (= Veröffentlichungen der Kommission für Geschichtliche Landeskunde in Baden-Württemberg. Reihe B: Forschungen. 19, ISSN 0521-9884). Kohlhammer, Stuttgart 1962, (Zugleich: Freiburg (Breisgau), Universität, Dissertation, 1958, als: Kaspar Schwenckfeld und seine Lehre in den freybergischen Herrschaften Justingen und Öpfingen.).
- Horst Weigelt: Von Schlesien nach Amerika. Die Geschichte des Schwenckfeldertums (= Neue Forschungen zur schlesischen Geschichte. 14). Böhlau, Köln u. a. 2007, ISBN 978-3-412-07106-6
- Peter C. Erb: Schwenckfeld in his Reformation Setting. Valley Forge, Pa: Judson Press, 1978.
- Edited by Chester David Hartranft et alii: Corpus Schwenkfeldianorum . Vols. 1-19. Leipzig: Breitkopf & Härtel, 1907-1961.
- Paul L. Maier: Caspar Schwenckfeld on the Person and Work of Christ. A Study of Schwenckfeldian Theology at Its Core. Assen, The Netherlands: Royal Van Gorcum Ltd, 1959.
- R. Emmet McLaughlin: Caspar Schwenckfeld, reluctant radical : his life to 1540. New Haven : Yale University Press, 1986 ISBN 0-300-03367-2
- Rufus M. Jones: Spiritual reformers in the 16th and 17th centuries. London: Macmillan, 1914.
- Douglas H. Shantz: Crautwald and Erasmus. A Study in Humanism and Radical Reform in Sixteenth Century Silesia. Baden-Baden: Valentin Koerner, 1992.